# Berkleasmium atrovirens
Berkleasmium atrovirens är en svampart som beskrevs av G.Z. Zhao & T.Y. Zhang 2004. Berkleasmium atrovirens ingår i släktet Berkleasmium, ordningen Pleosporales, klassen Dothideomycetes, divisionen sporsäcksvampar och riket svampar.   Inga underarter finns listade i Catalogue of Life.